# Stefano Morselli
Stefano Morselli (Bologna, 30 luglio 1954) è un politico italiano.

## Biografia
Viene eletto  consigliere regionale in Emilia-Romagna nel 1990 con il Movimento Sociale Italiano.
Successivamente con Alleanza Nazionale è eletto alla Camera dei deputati nel 1994 e riconfermato nel 1996. 
Alle elezioni politiche del 2001 sempre per AN viene eletto al Senato della Repubblica, venendo confermato anche dopo le elezioni del 2006. Il 14 settembre 2007 lascia AN e aderisce a La Destra, di cui è responsabile organizzazione.